# Malo Gusto
Malo Arthur Gusto (sinh ngày 19 tháng 5 năm 2003) là một cầu thủ bóng đá chuyên nghiệp người Pháp hiện đang thi đấu ở vị trị hậu vệ phải cho câu lạc bộ Premier League Chelsea và đội tuyển bóng đá quốc gia Pháp.

## Thời thơ ấu
Malo Arthur Gusto sinh ngày 19 tháng 5 năm 2003 tại Décines-Charpieu, một đô thị thuộc Vùng đô thị Lyon. Lớn lên ở Villefontaine, Isère, cha anh lần đầu tiên bắt anh chơi bóng rugby, nhưng anh sớm từ bỏ nó để chơi bóng đá để theo đuổi ước mơ trở thành cầu thủ bóng đá chuyên nghiệp khi đang học tú tài kỹ thuật (bacclauréat technologique).

## Sự nghiệp câu lạc bộ

### Lyon
Malo Gusto bắt đầu sự nghiệp cầu thủ của mình tại ASVF, sau đó gia nhập và gắn bó với Bourgoin-Jallieu trong vòng một năm trước khi gia nhập học viện bóng đá Olympique Lyonnais khi còn là một học sinh dưới 14 tuổi cùng với một trong những người đồng nghiệp lớn tuổi trong học viện là Amine Gouiri. Gusto tình cờ đến Lyon vào cùng năm câu lạc bộ chuyển đến Parc Olympique Lyonnais gần nơi sinh của anh.
Trong suốt thời gian gắn bó với học viện bóng đá trẻ của Olympique Lyonnais, anh chơi cùng các cầu thủ cùng thế hệ là Florent da Silva, Yaya Soumaré và Rayan Cherki. Gusto đã ký hợp đồng chuyên nghiệp đầu tiên với câu lạc bộ vào tháng 12 năm 2020. Vào thời điểm đó, anh đã ra sân một vài lần trên sân nhà trong đội hình thi đấu chính ở Ligue 1 dưới sự quản lý của Rudi Garcia, và đã thể hiện tài năng của mình ở UEFA Youth League và Championnat National 2 với tư cách là cầu thủ dự bị.
Malo Gusto có trận ra mắt chuyên nghiệp cho Olympique Lyonnais vào ngày 24 tháng 1 năm 2021 khi thay thế Bruno Guimarães ở phút thứ 90 trong chiến thắng 5–0 trên sân khách tại Ligue 1 trước đối thủ trận Derby du Rhône là Saint-Étienne. Sau khi ra sân ngắn hạn ở Ligue 1 vào cuối mùa giải, anh đã ký hợp đồng mới với Lyon vào tháng 6 cho đến năm 2024.
Gusto đá chính trận đầu tiên trong trận mở màn của Lyon gặp Brest vào ngày 7 tháng 8 năm 2021 trong mùa giải 2021–22. Anh trở thành hậu vệ trẻ nhất đá chính ở Ligue 1 cho OL kể từ Samuel Umtiti.
Mặc dù có số lần ra sân sau Léo Dubois ở hệ thống cấp bậc thuộc vị trí hậu vệ phải, Gusto vẫn gây chú ý trong một số trường hợp dưới sự chỉ đạo của Peter Bosz tại các trận đấu như trận thắng 2–0 trên sân khách trước Rangers tại Europa League hoặc trận thua 2–1 trên sân khách gặp Paris Saint-Germain tại Ligue 1.

### Chelsea
Vào ngày 29 tháng 1 năm 2023, Malo Gusto chuyển đến Chelsea và ký hợp đồng có thời hạn đến năm 2030 với phí chuyển nhượng là 30 triệu euro cộng thêm 5 triệu euro phụ phí. Anh ở lại thi đấu cho Lyon theo dạng cho mượn cho đến hết mùa giải 2022–23. Vào ngày 13 tháng 8 năm 2023, anh ra mắt cho Chelsea trong trận hòa 1–1 trước Liverpool tại Premier League. Vào ngày 24 tháng 9 năm 2023, anh nhận thẻ đỏ đầu tiên trong sự nghiệp sau khi trọng tài Jarred Gillett đến màn hình VAR để xem lại pha vào bóng không cần thiết với hậu vệ Lucas Digne trong trận thua trên sân nhà trước Aston Villa.

## Sự nghiệp quốc tế
Gusto có cha là người gốc Bồ Đào Nha và mẹ là người gốc tỉnh Martinique. Anh từng là tuyển thủ trẻ của Pháp khi lần đầu tiên chơi ở vị trí tiền vệ cho đội U-16, nhưng sau đó được chuyển sang vị trí hậu vệ cánh cho đội U-17 và U-18. Tuy nhiên, anh đã không chơi bất kỳ trận đấu chính thức nào vì đại dịch Covid-19 không cho phép hầu hết các cuộc gặp gỡ hoặc các trận thi đấu quốc tế dành cho các lứa tuổi trẻ diễn ra như kế hoạch trong những năm 2020–2021.
Vào tháng 9 năm 2021, khi đại dịch đang chậm lại, anh cuối cùng đã khoác áo lần đầu tiên cho Pháp, lần này cho đội U-19. Anh được triệu tập tham dự một giải giao hữu ở Slovenia, gặp Nga, Slovakia và đội chủ nhà cùng với đồng đội Rayan Cherki. Tại giải đấu đó, anh đá chính và chơi từng phút trong cả ba trận, thậm chí còn đeo cả băng đội trưởng.
Tuy nhiên, chỉ một tháng sau, cả Gusto lẫn Cherki được Sylvain Ripoll trực tiếp đôn lên đội U-21. Cả hai có trận ra mắt từ băng ghế dự bị với espoirs vào ngày 8 tháng 10 năm 2021 và đem lại chiến thắng quan trọng 5–0 trước Ukraina ở vòng loại Euro.
Vào ngày 9 tháng 10 năm 2023, Gusto lần đầu tiên được gọi vào đội tuyển quốc gia Pháp cho các trận đấu gặp Hà Lan và Scotland để thay thế cho Jules Koundé bị chấn thương. Vào ngày 13 tháng 10 năm 2023, anh ra mắt đội tuyển quốc gia Pháp trong trận gặp Hà Lan ở vòng loại Giải vô địch châu Âu khi vào sân từ băng ghế dự bị ở phút 80, đem lại chiến thắng 2–1 trước Hà Lan cho Pháp để giúp Pháp giành quyền trực tiếp vượt qua vòng loại.

## Thống kê sự nghiệp

### Câu lạc bộ
Tính đến 13 tháng 7 năm 2025
| Câu lạc bộ          | Mùa giải            | Giải vô địch           | Giải vô địch | Giải vô địch | Cúp quốc gia | Cúp quốc gia | Cúp liên đoàn | Cúp liên đoàn | Châu lục | Châu lục | Khác | Khác | Tổng cộng | Tổng cộng |
| Câu lạc bộ          | Mùa giải            | Hạng đấu               | Trận         | Bàn          | Trận         | Bàn          | Trận          | Bàn           | Trận     | Bàn      | Trận | Bàn  | Trận      | Bàn       |
| ------------------- | ------------------- | ---------------------- | ------------ | ------------ | ------------ | ------------ | ------------- | ------------- | -------- | -------- | ---- | ---- | --------- | --------- |
| Lyon II             | 2020–21             | Championnat National 2 | 7            | 0            | —            | —            | —             | —             | —        | —        | —    | —    | 7         | 0         |
| Lyon II             | 2021–22             | Championnat National 2 | 1            | 1            | —            | —            | —             | —             | —        | —        | —    | —    | 1         | 1         |
| Lyon II             | Tổng cộng           | Tổng cộng              | 8            | 1            | —            | —            | —             | —             | —        | —        | —    | —    | 8         | 1         |
| Lyon                | 2020–21             | Ligue 1                | 2            | 0            | 0            | 0            | —             | —             | —        | —        | —    | —    | 2         | 0         |
| Lyon                | 2021–22             | Ligue 1                | 30           | 0            | 0            | 0            | —             | —             | 7        | 0        | —    | —    | 37        | 0         |
| Lyon                | 2022–23             | Ligue 1                | 21           | 0            | 1            | 0            | —             | —             | —        | —        | —    | —    | 22        | 0         |
| Lyon                | Tổng cộng           | Tổng cộng              | 53           | 0            | 1            | 0            | —             | —             | 7        | 0        | —    | —    | 61        | 0         |
| Chelsea             | 2023–24             | Premier League         | 27           | 0            | 5            | 0            | 5             | 0             | —        | —        | —    | —    | 37        | 0         |
| Chelsea             | 2024–25             | Premier League         | 32           | 0            | 2            | 0            | 1             | 0             | 6        | 0        | 7    | 0    | 48        | 0         |
| Chelsea             | 2025–26             | Premier League         | 0            | 0            | 0            | 0            | 0             | 0             | 0        | 0        | —    | —    | 0         | 0         |
| Chelsea             | Tổng cộng           | Tổng cộng              | 59           | 0            | 7            | 0            | 6             | 0             | 6        | 0        | 7    | 0    | 85        | 0         |
| Tổng công sự nghiệp | Tổng công sự nghiệp | Tổng công sự nghiệp    | 120          | 1            | 8            | 0            | 6             | 0             | 13       | 0        | 7    | 0    | 154       | 1         |

1. ↑  Bao gồm Coupe de France, FA Cup
2. ↑  Bao gồm Coupe de la Ligue, EFL Cup
3. ↑  Số lần ra sân tại UEFA Europa League
4. ↑  Số lần ra sân tại UEFA Conference League
5. ↑  Số lần ra sân tại FIFA Club World Cup

### Quốc tế
Tính đến 8 tháng 6 năm 2025
| Đội tuyển quốc gia | Năm       | Trận | Bàn |
| ------------------ | --------- | ---- | --- |
| Pháp               | 2023      | 1    | 0   |
| Pháp               | 2025      | 2    | 0   |
| Tổng cộng          | Tổng cộng | 3    | 0   |

## Danh hiệu
Chelsea
- UEFA Conference League: 2024–25[27]
- FIFA Club World Cup: 2025[28]